# Seven Drunken Nights
Seven Drunken Nights ist ein humorvolles, traditionelles irisches Lied, das auf der schottischen Ballade Our Goodman basiert. Die bekannteste Version stammt von den Dubliners, die 1967 in Großbritannien den siebten Platz in den Charts belegten. Üblicherweise werden nur fünf der sieben Strophen gesungen, da die Strophen sechs und sieben sehr anzüglich sind. 

## Inhalt
Jeder Tag wird durch eine Strophe beschrieben. An jedem Abend kommt der Ehemann betrunken nach Hause und findet Hinweise darauf, dass seine Frau Besuch eines anderen Mannes gehabt hat. Seinen Verdacht versucht sie ihm jedes Mal in wenig überzeugender Weise auszureden.

## Strophe 1–5
1. Teil: Der Mann findet einen verdächtigen Hinweis:
As I went home on Monday night as drunk as drunk could be,
I saw a horse outside the door where my old horse should be.
Well, I called me wife and I said to her: ”Will you kindly tell to me
Who owns that horse outside the door where my old horse should be?”
Deutsche Übersetzung (sinngemäß):
Als ich Montagnacht so betrunken, wie man nur sein kann, nach Hause kam,
Sah ich ein Pferd vor meiner Tür, wo mein altes Pferd sein sollte.
Nun, ich rief meine Frau und fragte sie: „Hättest du die Güte, mir zu sagen 
Wem gehört das Pferd vor der Tür, wo mein altes Pferd stehen sollte?“
2. Teil: Die Erklärung der Ehefrau, es sei ein Geschenk ihrer Mutter:
”Ah, you're drunk, you drunk, you silly old fool, still you can not see
That's a lovely sow that me mother sent to me.”
„Ach, du bist betrunken, du betrunkener, alberner, alter Depp, kannst du es immer noch nicht sehen?
Das ist eine herrliche Sau, die mir meine Mutter geschickt hat.“

3. Teil: Die Zweifel des Mannes:
Well, it's many a day I've travelled a hundred miles or more,
But a saddle on a sow sure I never saw before.
Nun, an vielen Tagen bin ich herumgekommen, hundert Meilen oder mehr
Aber einen Sattel auf einer Sau sah ich noch nie!

Die restlichen Strophen laufen nach dem gleichen Muster ab mit folgenden Gegenständen:
- 2. Strophe: Jacke – Decke (mit Knöpfen darauf)
- 3. Strophe: Pfeife – Tin Whistle (mit Tabak darin)
- 4. Strophe: Stiefel – Blumentöpfe (mit Schnürsenkeln)
- 5. Strophe: Kopf eines Mannes – Baby (mit Bart)

## Strophe 6–7
Die Strophen 6 und 7 werden (zumindest öffentlich) selten gesungen, da es darin eindeutige sexuelle Anspielungen gibt. Bei diesen beiden Strophen gibt es mehrere verschiedene Versionen:
- 6. Strophe: Hände auf ihren Brüsten – Büstenhalter (mit Fingern daran)

- 7. Strophe:

Diese Strophe erzählt meist, dass der Mann „ein Ding“ in „ihrem Ding“ bemerkt, worauf die Ehefrau erklärt, dies sei eine Tin-Whistle. Er aber sagt, er habe noch nie eine Flöte mit Haaren daran gesehen.
Alternativ sieht der Mann einen anderen Mann um kurz nach drei Uhr morgens aus dem Haus kommen. Seine Frau erklärt ihm, dies sei ein Steuereintreiber der Queen gewesen. Die Pointe des Lieds ist, dass der Mann das nun wirklich bezweifelt, weil jemand, der bis um drei Uhr morgens durchhält, wohl kaum ein Engländer gewesen sein kann.

## Aufnahmen
Das Lied war einer der größten Hits der Dubliners aus Irland. Im März 1967 hatten sie damit ihren ersten Charthit in Großbritannien, wo sie Platz 7 erreichten.
Weitere Versionen:
- The Tossers
- Flogging Molly

Deutschsprachige Versionen des Liedes wurden von Schlagersänger Udo Jürgens unter dem Titel Du trinkst zuviel, vom Sänger und Schauspieler Mike Krüger unter dem Titel Trunkenbold und von der deutschen Band Torfrock, ebenfalls unter letzterem Titel, veröffentlicht. Es gibt auch eine plattdeutsche Version der norddeutschen Folklore-Gruppe Godewind, die 1991 in der Bearbeitung von Larry Evers und Shanger Ohl, beides Mitglieder dieser Gruppe, herausgebracht wurde. Des Weiteren existiert eine kölsche Version namens „Die voll Woch“ von der Kölner Band Die Höhner. Die Punkband Sektor Gasa veröffentlichte eine russischsprachige Version mit dem Titel Метаморфоза (Metamorphose).

## Einzelnachweis
1. ↑  Scots Songs, archiviert im Internet Archive, abgerufen am 23. April 2019